# 요셉 괴레스
요한 요셉 괴레스 (Johann Joseph Görres, 1776년 1월 25일 ~ 1848년 1월 29일)는 독일의 교육자이자 작가, 로마 가톨릭 시사 평론가였다. 1839년부터는 폰 괴레스(von Görres)로 불렸다.